# Maria da Cunha
Maria da Cunha Zorro (Lisboa, 1862-São Paulo, 10 de enero de 1917) fue una poeta y periodista portuguesa. Era la amante de Virgínia Quaresma, que fue la primera mujer periodista profesional en Portugal y una de las primeras portuguesas en ser abiertamente lesbiana.

## Biografía
Nació en la capital portuguesa de Lisboa en torno a 1862, en una familia de clase alta. Su madre era brasileña, su padre, Francisco Zorro, español y su tío el filólogo, Cândido de Figueiredo.
En 1912, Virgínia Quaresma fue invitada a visitar Brasil para cubrir la historia de un conocido poeta que había asesinado a su esposa. Viajó hasta Río de Janeiro con Cunha, su amante, para quien también consiguió empleo en el periódico A Época, que la había contratado. Parece que fue el ambiente homofóbico en Portugal en ese momento el que las empujó a ese traslado, ya que en una investigación se concluyó que "se exiliaron en Brasil, en busca del anonimato y la libertad para vivir su amor prohibido". Una vez terminado el caso, Cunha y Quaresma se quedaron en Brasil.
Cunha hizo traducciones del francés al portugués. Su inspiración para escribir poesía fue su tío Cândido de Figueiredo. En 1909, publicó su primer libro de poesía, Trindades, que contó con dos ediciones, y que recibió el visto bueno del escritor Júlio Dantas y del Conde de Monsaraz. Siguió publicando poesía mientras estuvo en Brasil y escribió para varias revistas en Portugal y Brasil. También fue reconocida como una buena conferenciante.
Murió repentinamente en São Paulo, donde iba a ocupar un puesto de maestra, el 10 de enero de 1917. Su fallecimiento provocó que no llegara a terminar ni publicar O livro da noite, cuyo prefacio estaba escrito con versos alejandrinos. Quaresma regresó a Portugal poco después.